# Маленький принц (фільм, 1966)
«Маленький принц» — радянський художній фільм-притча за мотивами однойменної казки Антуана де Сент-Екзюпері. Перша екранізація цього твору.

## Сюжет
Філософська казка-притча за мотивами казки Антуана де Сент-Екзюпері «Маленький принц». Історія знайомства маленького хлопчика і льотчика, який зазнав аварії в пустелі.

## У ролях
- Евалдас Мікалюнас —  хлопчик
- Донатас Баніоніс —  дорослий
- Отар Коберідзе —  льотчик
- Інокентій Смоктуновський —  текст за кадром

## Знімальна група
- Сценарій: Арунас Жебрюнас
- Режисер: Арунас Жебрюнас
- Оператор-постановник: Александрас Дігімас
- Художники-постановники: Альгірдас Нічюс, Вікторія Бімбайте, Л. Гутаускас
- Композитор: Тейсутіс Макачінас
- Звукорежисер: Пятрас Ліпейка